# Takashi Sawada
Takashi Sawada (澤田 崇 Sawada Takashi?), född 26 maj 1991 i Kumamoto prefektur, är en japansk fotbollsspelare.
Sawada började sin karriär 2014 i Roasso Kumamoto. Han spelade 40 ligamatcher för klubben. 2015 flyttade han till Shimizu S-Pulse. 2017 flyttade han till V-Varen Nagasaki.